# Agama (genre)
Pour les articles homonymes, voir Agama.
Genre
Synonymes
- Oreodeira Girard, 1858 "1857"

Agama est un genre de sauriens de la famille des Agamidae.

## Répartition
Les 47 espèces de ce genre se rencontrent en Afrique.

## Description
Ce sont des reptiles terrestres et diurnes.
Ils se nourrissent essentiellement d'insectes et de fruits. Comme les caméléons, ils peuvent changer de couleur et passer du vert foncé au rouge brique. Il utilise sa poche jugulaire gonflable lors des parades nuptiales ou pour impressionner ses ennemis. 
Ils mesurent environ 20 cm.

## Liste des espèces
Selon The Reptile Database (31 juillet 2021) :
- Agama aculeata Merrem, 1820
- Agama africana (Hallowell, 1844)
- Agama agama (Linnaeus, 1758)
- Agama anchietae Bocage, 1896
- Agama armata Peters, 1855
- Agama atra Daudin, 1802
- Agama bocourti Rochebrune, 1884
- Agama boensis Monard, 1940
- Agama bottegi Boulenger, 1897
- Agama boueti Chabanaud, 1917
- Agama boulengeri Lataste, 1886
- Agama caudospinosa Meek, 1910
- Agama cristata Mocquard, 1905
- Agama doriae Boulenger, 1885
- Agama etoshae Mclachlan, 1981
- Agama finchi Böhme et al., 2005
- Agama gracilimembris Chabanaud, 1918
- Agama hartmanni Peters, 1869
- Agama hispida (Kaup, 1827)
- Agama hulbertorum Wagner, 2014
- Agama impalearis Boettger, 1874
- Agama insularis Chabanaud, 1918
- Agama kaimosae Loveridge, 1935
- Agama kirkii Boulenger, 1885
- Agama knobeli Boulenger & Power, 1921
- Agama lanzai Wagner et al., 2013
- Agama lebretoni Wagner, Barej & Schmitz, 2009
- Agama lionotus Boulenger, 1896
- Agama lucyae Wagner & Bauer, 2011
- Agama montana Barbour & Loveridge, 1928
- Agama mossambica Peters, 1854
- Agama mucosoensis Hellmich, 1957
- Agama mwanzae Loveridge, 1923
- Agama parafricana Trapé, Mediannikov & Trapé, 2012
- Agama paragama Grandison, 1968
- Agama persimilis Parker, 1942
- Agama picticauda (Wilhelm Peters, 1877)
- Agama planiceps Peters, 1862
- Agama robecchii Boulenger, 1891
- Agama rueppelli Vaillant, 1882
- Agama sankaranica Chabanaud, 1918
- Agama somalica Wagner et al., 2013
- Agama spinosa Gray, 1831
- Agama sylvana Macdonald, 1981
- Agama tassiliensis Geniez, Padial & Crochet, 2011
- Agama turuensis Loveridge, 1932
- Agama wachirai Malonza et al., 2021[3]
- Agama weidholzi Wettstein, 1932

## Taxinomie
Le genre Oreodeira a été synonymisé avec Agama par Moody en 1988

## Publications originales
- Daudin, 1802 : Histoire Naturelle, Générale et Particulière des Reptiles; ouvrage faisant suit à l'Histoire naturelle générale et particulière, composée par Leclerc de Buffon; et rédigee par C.S. Sonnini, membre de plusieurs sociétés savantes, vol. 3, F. Dufart, Paris, p. 1-452 (texte intégral).
- Girard, 1858 "1857" : Descriptions of some new Reptiles, collected by the US. Exploring Expedition under the command of Capt. Charles Wilkes, U.S.N. Fourth Part. Proceedings of the Academy of Natural Sciences of Philadelphia, vol. 9, p. 195-199 (texte intégral).